# Deficyt cykliczny
Deficyt cykliczny (koniunkturalny), również saldo cykliczne (ang. cyclical deficit) – różnica między wydatkami i dochodami państwa, realizowanymi w warunkach, gdy gospodarka nie funkcjonuje przy pełnym wykorzystaniu mocy produkcyjnych. Jest rezultatem cyklicznego przebiegu procesów gospodarczych (okres recesji lub ożywienia). Obrazuje wpływ cyklu koniunkturalnego na zmiany w dochodach i wydatkach budżetu państwa i jest niezależny od bieżącej polityki fiskalnej.
Cykliczny komponent deficytu jest miarą wpływu wahań koniunktury na wysokość deficytu budżetowego. W okresie recesji – wraz ze spadkiem produkcji, zatrudnienia oraz dochodów ludności i przedsiębiorstw – maleją również dochody budżetowe. Wysokość wydatków publicznych związanych z bezrobociem oraz różnego rodzaju formami pomocy społecznej zwykle się wtedy zwiększa. Bez podejmowania przez władze fiskalne decyzji o charakterze dyskrecjonalnym (uznaniowym) deficyt budżetowy rośnie. Odwrotne zjawiska mają miejsce w okresach ekspansji gospodarki, co skutkuje zmniejszeniem deficytu rzeczywistego lub powstaniem nadwyżki.